# Albu
Albu (em estoniano:  Albu vald) é um município rural estoniano localizado na região de Järvamaa.